# Cassisphaerina
Cassisphaerina es un género de foraminífero bentónico considerado un sinónimo posterior de Burseolina
de la subfamilia Ehrenbergininae, de la familia Cassidulinidae, de la superfamilia Cassidulinoidea, del suborden Buliminina y del orden Buliminida. Su especie tipo era Cassisphaerina globula. Su rango cronoestratigráfico abarca el Holoceno.

## Discusión
Clasificaciones previas incluían Cassisphaerina en el suborden Rotaliina del orden Rotaliida.

## Clasificación
Cassisphaerina incluía a las siguientes especies:
- Cassisphaerina globula
- Cassisphaerina marshallana
- Cassisphaerina moluccensis